# Vizitkovník
Vizitkovník je pouzdro podobné peněžence sloužící k úschově vizitek nebo karet. Ve vizitkovníku jsou místa (přihrádky) pouze na vizitky či karty, nikoli pro papíry, účtenky či kovové mince. Vizitkovník je dobrým pomocníkem obchodníků a manažerů, kteří často dávají potenciálním klientům své vizitky. Vizitkovník působí elegantnějším a příjemnějším dojmem nežli samotná peněženka, ve které se vizitky také často nosí.